# Stambok

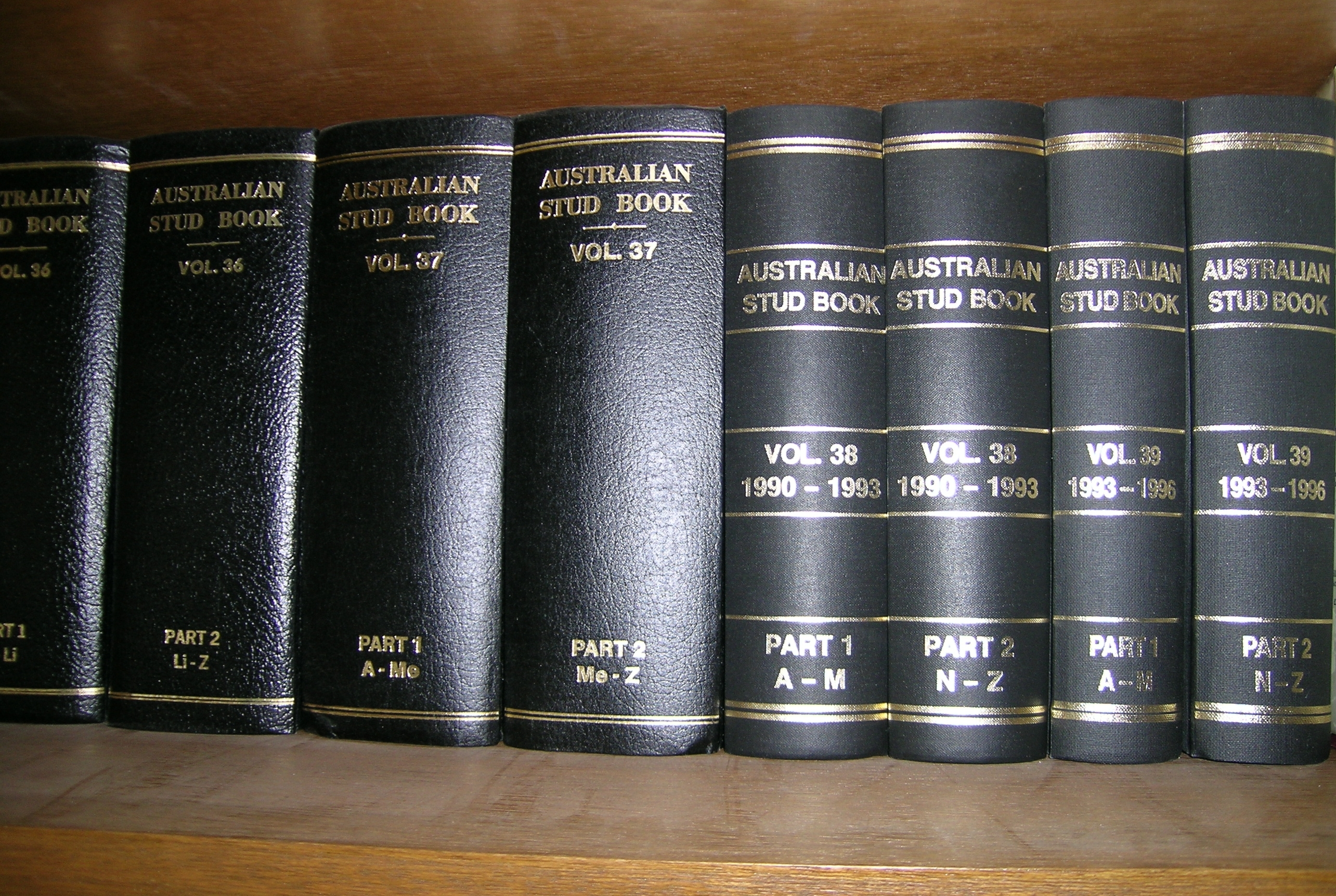
Australisk stambok.

Stambok är en förteckning över djurs härstamning, som används bland annat för raser av hundar, hästar och andra husdjur. Ett djur kan införas i stamboken om djuret uppfyller de krav som ställs på rasen enligt för rasen fastställda kriterier. En stambok ska bland annat innehålla uppgifter som är väsentliga med tanke på identifieringen av djuret.
För stamboken ansvarar oftast en avelsförening. Den första stamboken upprättades 1791 för engelskt fullblod. Ett utsnitt gällande en enskild individ kallas stamtavla. Stamböcker är ett instrument för att ha säkrad härstamning hos de olika husdjursraserna och som bland annat hjälper till att undvika inavel.